# Nantan
Nantan (南丹市?) è una città giapponese della prefettura di Kyōto.